# Hannah (strip)
Hannah is een Franse stripreeks bestaande uit drie delen die verschenen tussen november 1991 en november 1993. Alle albums zijn geschreven door Jean Annestay, getekend door Franz Drappier en uitgegeven door Dupuis. De verhalen uit de reeks zijn bewerkingen van de romans Hannah en L'impératrice geschreven door Paul-Loup Sulitzer.

## Albums
| Nummer | Titel                        |
| ------ | ---------------------------- |
| 1      | De ruiters van de dood       |
| 2      | Het geheim van de MacKenna's |
| 3      | De weg naar de top           |